# Tadeusz Wasilewski (poseł)
Tadeusz Wasilewski (Chochlik-Wasilewski) herbu Drzewica (ur. 1835 w Juśkowicach - zm. 1897 w Sieńkowie) – ziemianin, działacz gospodarczy, poseł na Sejm Krajowy Galicji.

## Życiorys
Ziemianin, dzierżawca dóbr w powiecie złoczowskim a następnie od 1865 dzierżawca a od 1867 właściciel odziedziczonych po Tekli Dąmbskiej dóbr Sieńków w powiecie kamioneckim.
W latach 1861–1890 członek, od 1868 członek oddziału, w Kamionce Strumiłowej, w latach 1881–1885 prezes oddziału radziechowskiego, od 1886 członek oddziału złoczowskiego Galicyjskiego Towarzystwa Gospodarskiego. Członek Komitetu GTG (14 czerwca 1882 - 28 czerwca 1884). Członek Wydziału Okręgowego w Kamionce Strumiłowej (1879–1897) Galicyjskiego Towarzystwa Kredytowego Ziemskiego.
Członek Rady Powiatowej w Kamionce Strumiłowej (1867–1870, 1872–1884), wybierany w kurii I (wielkiej własności ziemskiej) był także wiceprezesem (1874) i członkiem (1875–1881) Wydziału Powiatowego w Kamionce Strumiłowej. Członek od 1873 zastępca członka powiatowej komisji szacunkowej podatku gruntowego w Kamionce Strumiłowej (1871–1876). Zastępca członka Podkomisji Krajowej podatku gruntowego w Tarnopolu (1871–1874). Członek Rady Okręgowej Szkolnej w Złoczowie (1872–1875).
Poseł na Sejm Krajowy IV kadencji (11 kwietnia 1877 - 21 października 1882), Wybrany w 1877 z kurii I większej własności ziemskiej z okręgu złoczowskiego w wyborach uzupełniających po zrzeczeniu się mandatu przez Piotra Grossa. W Sejmie IV kadencji pracował w komisjach sejmowych: petycyjnej, lustracyjnej (sekretarz), gminnej. Ponownie uzyskał mandat w Sejmie Krajowym V kadencji (15 września 1883 - 26 stycznia 1889) z tego samego okręgu. W sejmie V kadencji pracował w komisjach administracyjnej i gminnej.
Pochowany w rodzinnej kaplicy grobowej w Sieńkowie.

## Rodzina
Urodził się w rodzinie ziemiańskiej. Syn marszałka Stanów Galicyjskich Tadeusza (1795–1850) i Antoniny z Radwańskich. Brat znanej działaczki oświatowej Felicji (1825–1889), żony Alojzego Boberskiego. Kawaler.